# 陽明山管理局
陽明山管理局，為中華民國臺灣省（後併入升格後的臺北市）曾經存在之縣級行政區，接受臺灣省政府（後改隸臺北市政府）監督，辦理臺灣省（後為臺北市）委辦事項及督導區內地方自治事項:140。轄區內有民選的臺北縣議員參加臺北縣議會，審議該局年度預算及進行施政報告，經費均由臺灣省政府專案補助該局轄內地方建設:140。舊稱草山管理局，以臺北縣的士林、北投兩鎮為轄區。於1974年撤銷地方行政權後，只負責風景區維護與管理。

## 沿革
1949年7月14日，臺灣省政府開始籌備草山管理局，商借臺灣省立臺北商業學校（今日的國立臺北商業大學）設暫作臨時籌備辦公處:138。
1949年8月10日，草山管理局籌備處遷往草山眾樂園公共浴池（今日的臺北市教師研習中心）辦公:138。8月26日，臺灣省政府將當時臺北縣所轄士林鎮及北投鎮（今臺北市士林區及北投區）劃為轄區成立草山管理局，以境内的草山命名，並任命施季言為局長:138。士林鎮及北投鎮行政區域仍屬臺北縣:98，如士林鎮仍稱臺北縣士林鎮。
1949年11月12日，草山管理局遷移逸園辦公:138-139。
1950年3月31日，經臺灣省政府委員會第一四三次會議通過改稱草山為陽明山:139。4月26日，草山管理局改稱為陽明山管理局:139。4月29日，草山警察局改稱為陽明山警察所:139。
1967年7月1日，臺北市脫離臺灣省，升格為直轄市:140。
1968年7月1日，陽明山管理局士林鎮及北投鎮劃入臺北市，全稱為「臺北市陽明山管理局士林區」及「臺北市陽明山管理局北投區」:140。士林區及北投區，仍由縣級行政區陽明山管理局管轄:140。
1974年1月1日，臺北市政府去除陽明山管理局的地方行政權，改稱「臺北市陽明山管理局」，只負責風景區維護與管理:140-141。北投區和士林區始由臺北市政府直接管轄:141。
1977年1月1日，「臺北市陽明山管理局」降為「臺北市陽明山管理處」，改歸臺北市政府民政局管轄，不再是臺北市政府一級單位:141。
1980年1月，陽明山管理處由臺北市政府工務局公園路燈工程管理處接管業務，再降為「陽明山公園管理所」；原陽明山管理處第一組則另成立「臺北市中山樓管理所」:141。

## 編制

### 初建時期
管理局置簡任局長一人，由臺灣省政府任命；另置主任秘書一人襄理政務。局長及各單位主管，列席臺北縣議會進行施政計畫與工作報告。
所轄單位：
- 總務科
- 行政科
- 工務科
- 警務科
- 主計室
- 人事室
- 衛生事務所

### 裁撤前夕
管理局置簡任局長一人，由行政院任命；另置主任秘書一人襄理政務。局長及各單位主管，列席臺北市議會進行施政計畫與工作報告。
直屬單位：
- 秘書室
- 民政處
- 建設處
- 財政科
- 教育科
- 兵役科
- 農林科
- 地政科
- 總務科
- 安全室
- 研究發展室
- 主計室
- 人事室

附屬單位：
- 警察總所－士林警察所、北投警察所（今臺北市政府警察局士林分局、北投分局）
- 衛生院－局立陽明醫院（今臺北市立聯合醫院陽明院區）
- 稅捐稽征處
- 民防指揮部
- 地政事務所（今臺北市士林地政事務所，轄士林、北投）
- 公園管理處
- 家畜疾病防治所
- 垃圾堆肥處理場
- 養護工程隊
- 自來水廠（今臺北自來水事業處陽明分處）
- 局立圖書館（今臺北市立圖書館北投分館）
- 公墓火葬管理所（陽明山第一公墓）
- 陽明養老院（今臺北市立浩然敬老院）

## 歷任局長

### 臺灣省草山管理局暨籌備處時期
- 第1屆：施季言

### 臺灣省陽明山管理局時期
- 第1屆：施季言
- 第2屆：陳保泰
- 第3屆：周象賢
- 第4屆：郭大同
- 第5屆：潘其武

### 臺北市陽明山管理局時期
- 第1屆：潘其武
- 第2屆：金仲原

## 特色

### 臺灣唯一的市轄縣級行政區
在陽明山管理局尚未改隸臺北市前，行政院就已決定陽明山管理局一切制度與權限援例照舊辦理。併入臺北市之後，當時局長潘其武試圖依照過去在臺北縣議會報告的往例，改在臺北市議會裡就其所轄之士林區、北投區行政事務提出施政報告並接受質詢，從而與市府引起爭執。經協調後，局長潘其武如願上臺，鞏固陽明山管理局原有的實質行政區地位，導致臺北市政府對陽明山管理局的指揮監督力不從心，士林、北投2區的地方建設與行政工作也因為在陽管局領導下，無法和臺北市其他14個市轄區完全配合一致。例如，時任臺北市市長高玉樹進行的全市紅磚人行道更新工程，在陽明山卻是石片；臺北市門牌號碼的奇偶數規則，目前的士林與北投仍充滿例外情形。

#### 市長與局長的衝突
陽明山管理局局長潘其武雖身為臺北市市長高玉樹的下屬，然而其自視實質政治地位不低於市長，故公然與市長高玉樹以「掛羊頭賣狗肉」等粗俗俚語的言語對罵，加上因此衍生臺北市政府拒絕編列陽明山管理局預算、爭奪臺北市立士林國民中學校長任命權等衝突，為此市長高玉樹特地在總統蔣中正下班時，前往當時陽管局興建的雙溪公園附近路口指揮交通，除爭取總統蔣中正的好印象，同時也意在宣示臺北市對陽明山的「主權」。雙方對峙到1972年局長潘其武於任內逝世，以及市長高玉樹高陞後方不再浮上檯面。然後繼任市長張豐緒與局長金仲原明爭雖無，但暗鬥仍不斷。
故為解決此問題，行政院修訂原來的陽明山管理局組織規程，自1974年去除陽明山管理局的地方行政權力，恢復過去中央政府在中國大陸時期，管理局只負責風景區維護與管理的舊制。之後再於1977年將管理局降為管理處，改歸臺北市政府民政局管轄，不再是市府的第一級單位；其後管理處一再降級，目前僅為臺北市政府工務局公園路燈工程管理處陽明山公園管理所。
而曾由陽明山管理局管轄的中山樓則於1986年改隸國父紀念館陽明山中山樓管理所。2012年5月20日再改由國立臺灣圖書館管理，隷屬中華民國教育部。

### 身分證號碼英文代號
過去陽明山管理局所管轄的北投士林地區所使用的身分證是以Y為代號，而因臺北市於1967年升格為直轄市，陽明山管理局歸臺北市管轄，其所屬的北投鎮和士林鎮更改為北投區和士林區。雖然北投士林兩區屬於臺北市的行政區域，但兩區的仍然由陽明山管理局負責管轄。因此在1974年之前，在這兩區報戶口所得到的身分證號碼代號仍然不變。直到1974年陽明山管理局虛級化以後，臺北市正式獲得北投士林兩區的管轄權，故自該年度起，在兩區報戶口所登記之身分證號碼，其代號也改為使用臺北市的A。
由於這些因素使得Y成為了中華民國身分證號碼中，第一個被取消的英文代號。